# Šizuo Mijama
Šizuo Mijama byl japonský fotbalista.

## Klubová kariéra
Hrával za Rijo Club.

## Reprezentační kariéra
Šizuo Mijama odehrál za japonský národní tým v roce 1923 celkem 2 reprezentační utkání. S japonskou reprezentací se zúčastnil Hry Dálného východu 1923.

## Statistiky
| Japonsko | Japonsko | Japonsko |
| Roky     | Záp.     | Góly     |
| -------- | -------- | -------- |
| 1923     | 2        | 0        |
| Celkem   | 2        | 0        |